# Píseň
Píseň, písnička případně popěvek, je jeden ze základních typů hudebního projevu. Základem je vokální projev opatřený textovou složkou. Písnička může být ryze vokální, nebo může mít nástrojový doprovod, může být zpívána jednotlivcem nebo více zpěváky (obvykle pak hovoříme o sboru). V lidové či slangové mluvě se pro pojem píseň/písnička zejména v soudobé populární hudbě vžilo také původní anglické slovo song.

## Rozdělení
- světské
- duchovní
- lidové
- umělé
- strofické
- podle témat
  - pracovní
  - námořnické
  - vojenské
  - pochodové
  - milostné
  - pijácké

## Historie umělé písničky
Umělé písničky vznikaly v úzkém vztahu k písni lidové, nicméně je třeba brát zřetel na to, že i každá lidová píseň je vlastně také písní umělou v tom smyslu, že i ona má nějakého svého prvotního tvůrce-autora, který je vždy důsledně anonymní respektive není znám. V evropské hudbě se umělé písničky objevily např. ve 14. a 15. století v podobě projevů tzv. truvérů a minnesengrů. Byly to nejčastěji různé balady či madrigaly. Velký rozmach tvorby umělých písní nastal v období hudebního romantismu v 19. století. V jednotlivých zemích pak vznikaly osobité hudební styly (např. francouzský šanson či americká country hudba apod.).

## Rozdělení písní podle účelu
- budovatelské písně
- vojenské písně
- filmové písně
- videoklipy
- divadelní písně
- pochodové písně
- skautské písně
- hymny
- námořnické písně
- vodácké písně

## Písňové formy
Podle skladebného schématu rozeznáváme
- malou písňovou formu
- velkou písňovou formu

Malé formy písně jsou jednodílné (schéma a), dvoudílné (schéma a, b) a trojdílné (schéma a, b, a). Jednodílné jsou většinou prosté dětské lidové popěvky, dvojdílných a trojdílných je drtivá většina lidových písní. Rozšířenou malou formu (jedná se vlastně o repetici) najdeme v šansonech a populární hudbě (schéma a, b, a, b, tedy sloka, refrén, sloka, refrén). Složitější velká forma písňová je dvoudílný nebo třídílný útvar, ve kterém každý díl tvoří hudba uspořádaná v malé písňové formě (např.schéma A /a,b,a/, B /c,d,c/, A /a,b,a/). Ve velké formě písňové jsou komponovány četné skladby vážné hudby, např. Smetanovy polky nebo Dvořákovy Slovanské tance.
Jednotlivá označení schémat neznamenají současně úroveň formy. Malá forma nemusí nutně znamenat formu primitivní. Klasickým příkladem toho je Česká hymna, která ačkoli je ve smyslu schématu a malou písňovou formou, je v ní melodický motiv systematicky rozvíjen bez jakéhokoliv opakování motivů.
Existují též písně, vymykající se z uvedených základních hudebních schémat. Vyskytují se často nejen u skladatelů vážné hudby, ale též např.v jazzové hudbě a rocku - tam především v art rockové produkci (Genesis, Yes, Emerson, Lake & Palmer, Synkopy 61, Pink Floyd, Colegium musicum M. Vargy ) a v alternativních hudebních směrech. Jde o nejrůznější typy schémat, příkladem může být stavba a,b,c,b,c, atd., atd.

## Rozdělení podle původu
- lidové
- zlidovělé (umělé písně, které získaly takovou popularitu, že dnes je vnímáme jako písně lidové)
- umělé, takové písně mají vždy nějakého konkrétního autora, který je obvykle znám. U některých hudebních skladatelů jsou písně jednou z nejvýznamnějších oblastí tvorby. K nim patří Franz Schubert, Robert Schumann, Gustav Mahler, Antonín Dvořák či Jaroslav Křička a Bedřich Smetana
- zvláštním útvarem je tzv. píseň beze slov. Jedná se o aplikaci písňové formy pro instrumentální interpretaci. V historii se jednalo především o charakteristickou skladbu tklivé, až sentimentální nálady. Tato forma je typická např.pro Mendelssohna-Bartholdyho, který napsal 48 písní beze slov. Stále se s nimi lze setkat na koncertních pódiích v repertoáru slavných klavíristů. V historii rockové a jazzové hudby lze takových příkladů najít na stovky.